# Theofanis Mavrommatis
Theofanis Mavrommatis (griechisch Θεοφάνης Μαυρομμάτης, * 16. Januar 1997 in Argos) ist ein griechischer Fußballspieler.

## Karriere
Mavrommatis begann seine Laufbahn im Alter von sechs Jahren bei Asteras Argos, wo er bis 2014 spielte. Nach einer Saison bei Panargiakos, wo er in der Gamma Ethniki, der dritthöchsten nationalen Liga, zum Einsatz kam, wechselte er 2015 zur Nachwuchsakademie von Panathinaikos Athen. 2018 erhielt Mavrommatis bei Panathinaikos einen Profivertrag. Am 1. September 2018 absolvierte er seinen ersten Einsatz in der griechischen Super League beim 3:1-Heimsieg seiner Mannschaft gegen Lamia.
Im Februar 2020 wurde Mavrommatis an den dänischen Erstligisten SønderjyskE Fodbold ausgeliehen. Aufgrund der globalen COVID-19-Pandemie wurde der Spielbetrieb in der dänischen Liga nach dem 24. Spieltag Mitte März 2020 ausgesetzt, so dass Mavromatis nach nur zwei Einsätzen wieder zu Panathinaikos zurückkehrte. Im Januar 2021 verließ er den Verein und wechselte zum griechischen Erstligisten Atromitos Athen. Für den Verein aus Peristeri bestritt er 45 Ligaspiele. Ende Juli 2023 zog es ihn nach Saudi-Arabien. Hier nahm ihn der Zweitligist Al-Adalah FC unter Vertrag.